# Cima della Lombarda
La Cima della Lombarda è una montagna delle Alpi Marittime, alta 2800 metri.

## Descrizione
Il monte è situato nel massiccio del Mercantour. La cima si trova sul confine tra la Francia e l'Italia, e appartiene amministrativamente ai comuni di Isola, nel dipartimento delle Alpes-Maritimes, e di Vinadio, in provincia di Cuneo. La sua prominenza topografica è di 142 m. La montagna è situata sulla linea spartiacque fra la Tinea e la Stura di Demonte. A sud-ovest dalla cima è situata la stazione sciistica di Isola 2000.

## Accesso alla vetta

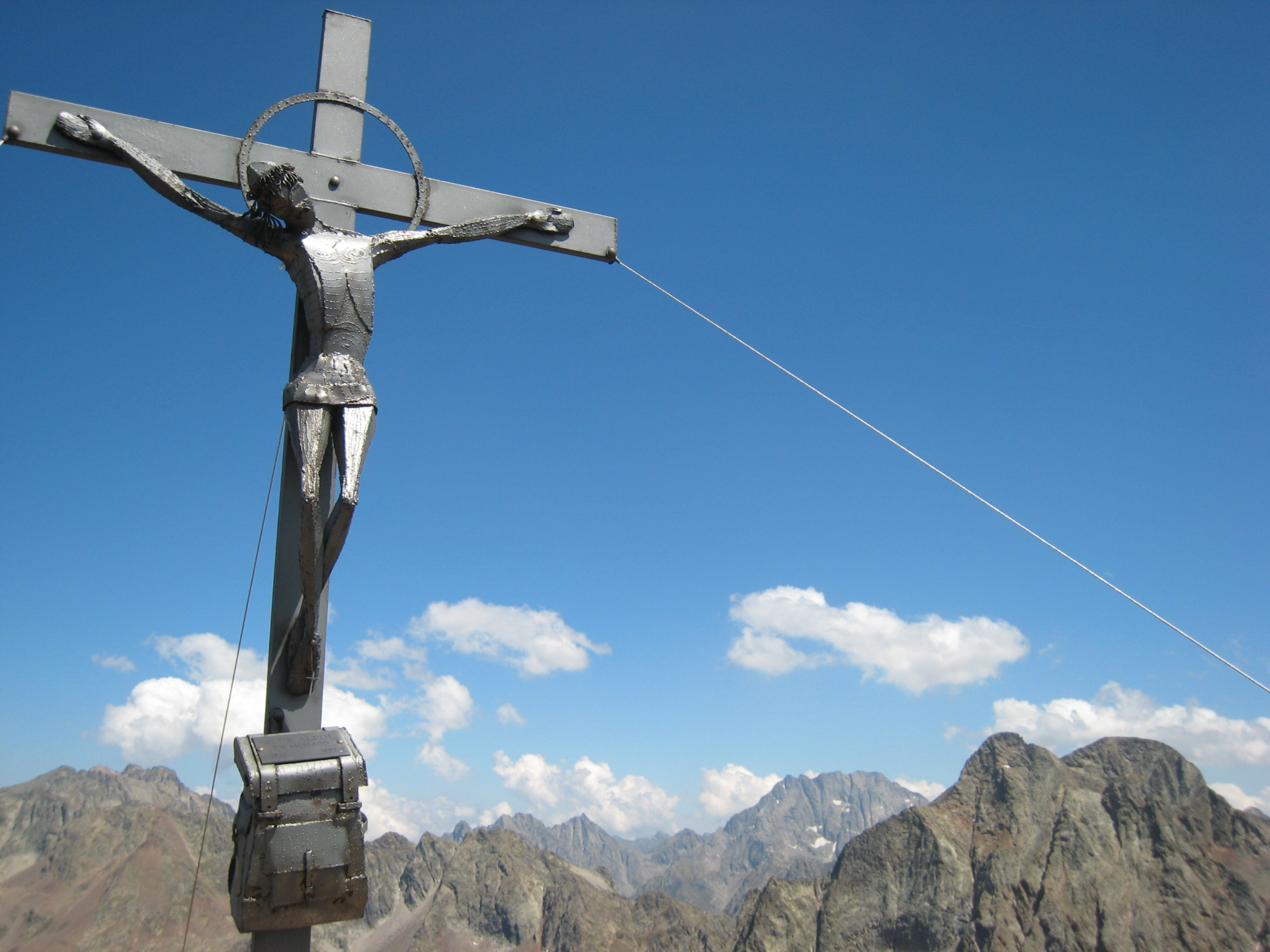
La croce di vetta

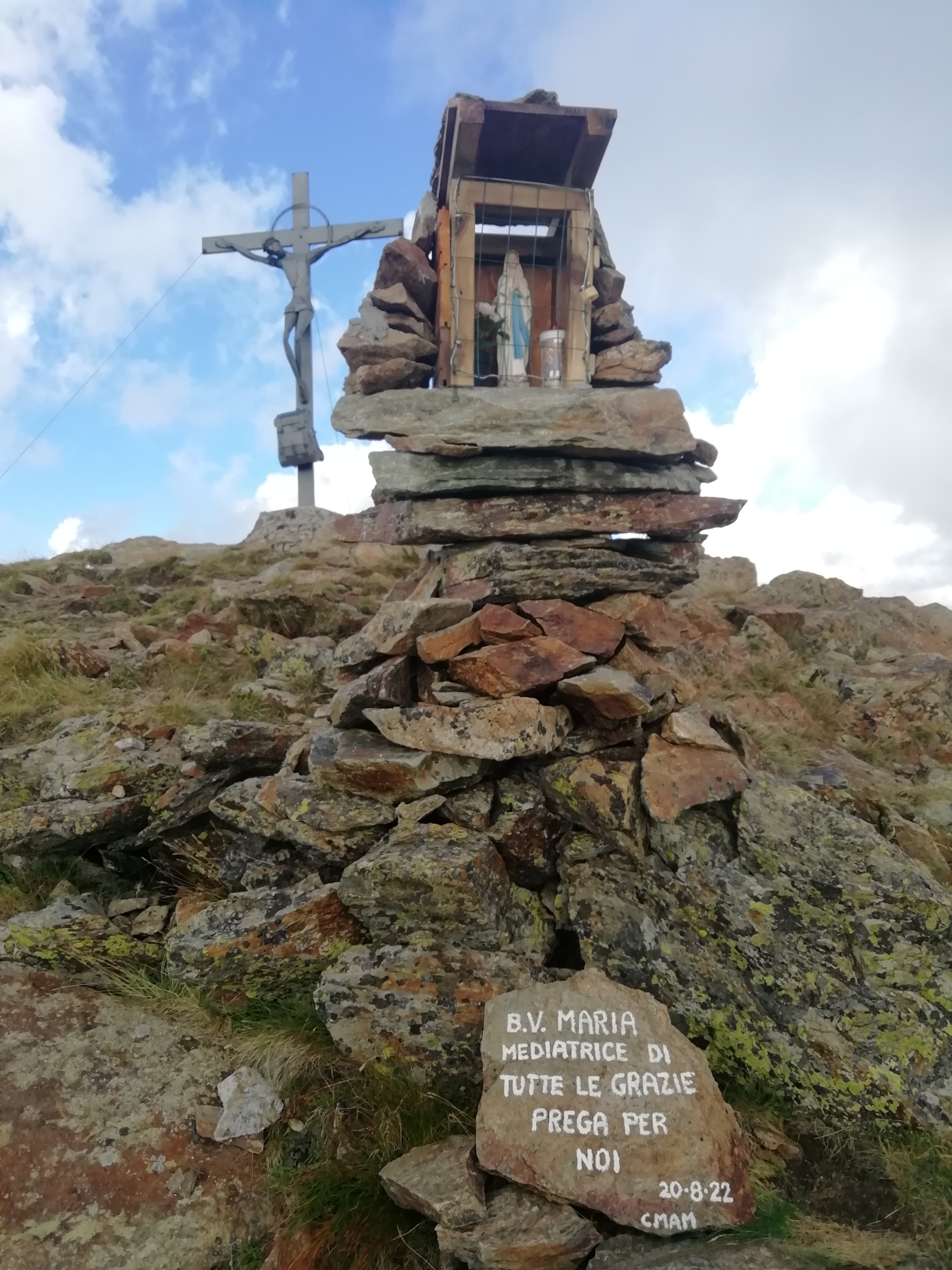
La Madonnina di Vetta, sullo sfondo la Croce

L'ascensione si può effettuare dal versante francese, tramite un sentiero che partendo dalla borne (cippo) 90a presso Isola 2000 raggiunge, in direzione nord-est, i laghi di Terra Rossa. Risalendo il vallone di Terre Rosse, si superano le borne 91, 92 e 93; giunti a quest'ultima si prende il sentiero verso Nord, che porta al passo del Lupo (2665 m) tramite cui si entra in territorio italiano. È possibile ora salire direttamente verso il passo di Péania (2742 m) o passare dalla cima del Vermeil (2778 m) e poi ridiscendere verso il passo, che si trova a poca distanza dalla Cima della Lombarda.
La discesa può essere effettuata scendendo un sentiero segnalato lungo la cresta di sud-ovest per raggiungere la borne 100, sita sul colle della Lombarda (2350 m). Da lì si scende fino ad arrivare ad una strada statale, seguendo la quale si raggiunge la borne 99. In corrispondenza di quest'ultima inizia un sentiero che permette di tornare alla borne 91, e da lì ad Isola 2000.
La cima della Lombarda è anche una meta sci-alpinistica.
Sulla vetta sono state collocate una Croce e una nicchia in pietra con una statuetta della Madonna Mediatrice di tutte le grazie.

## Galleria di immagini

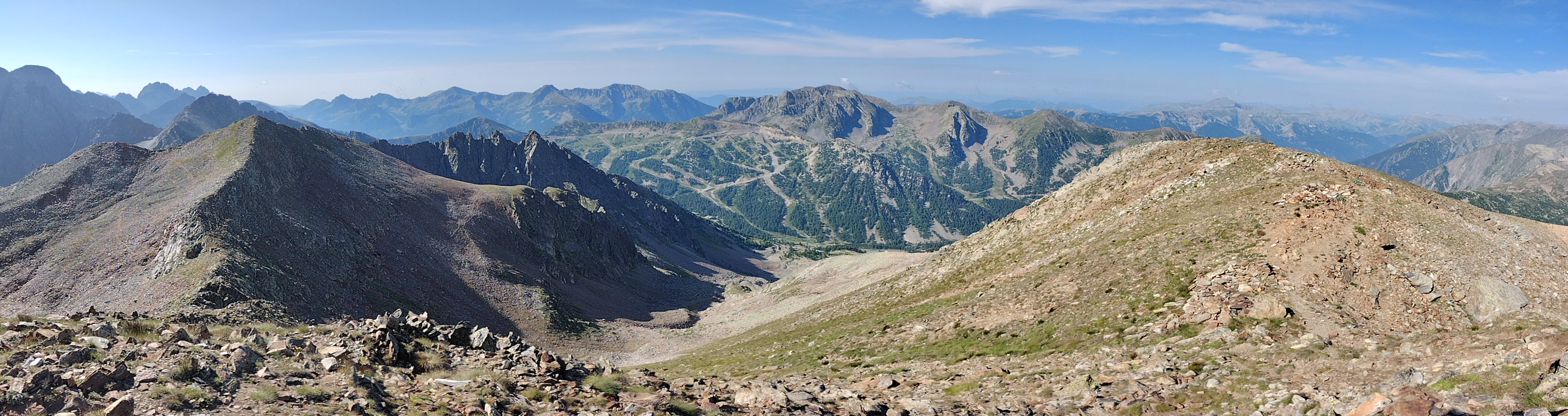
Vista dalla cima
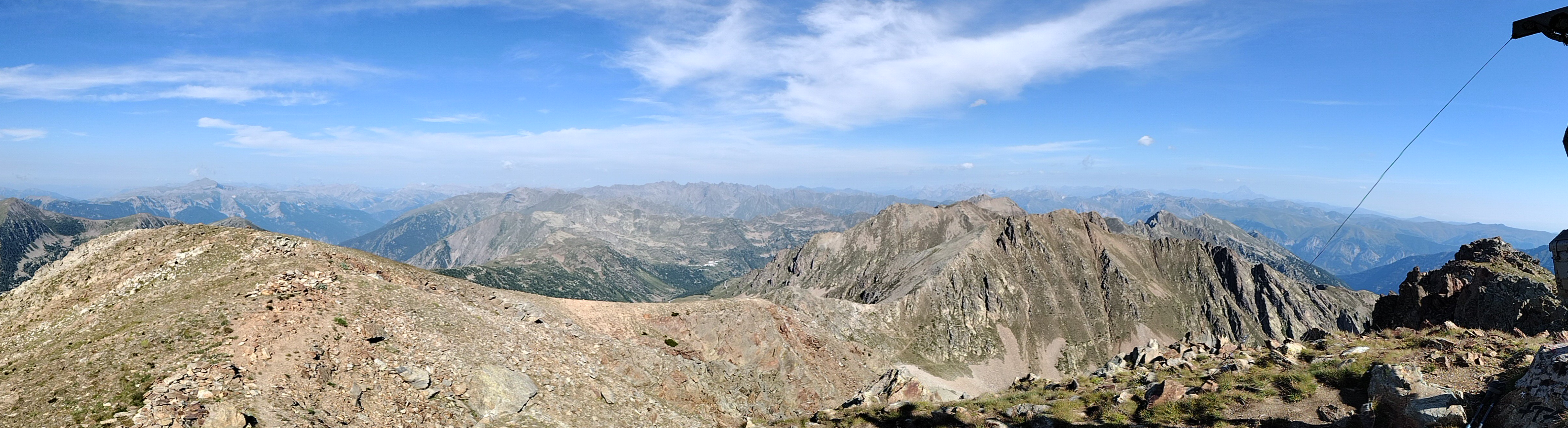
Vista dalla cima